# 하이퍼루프

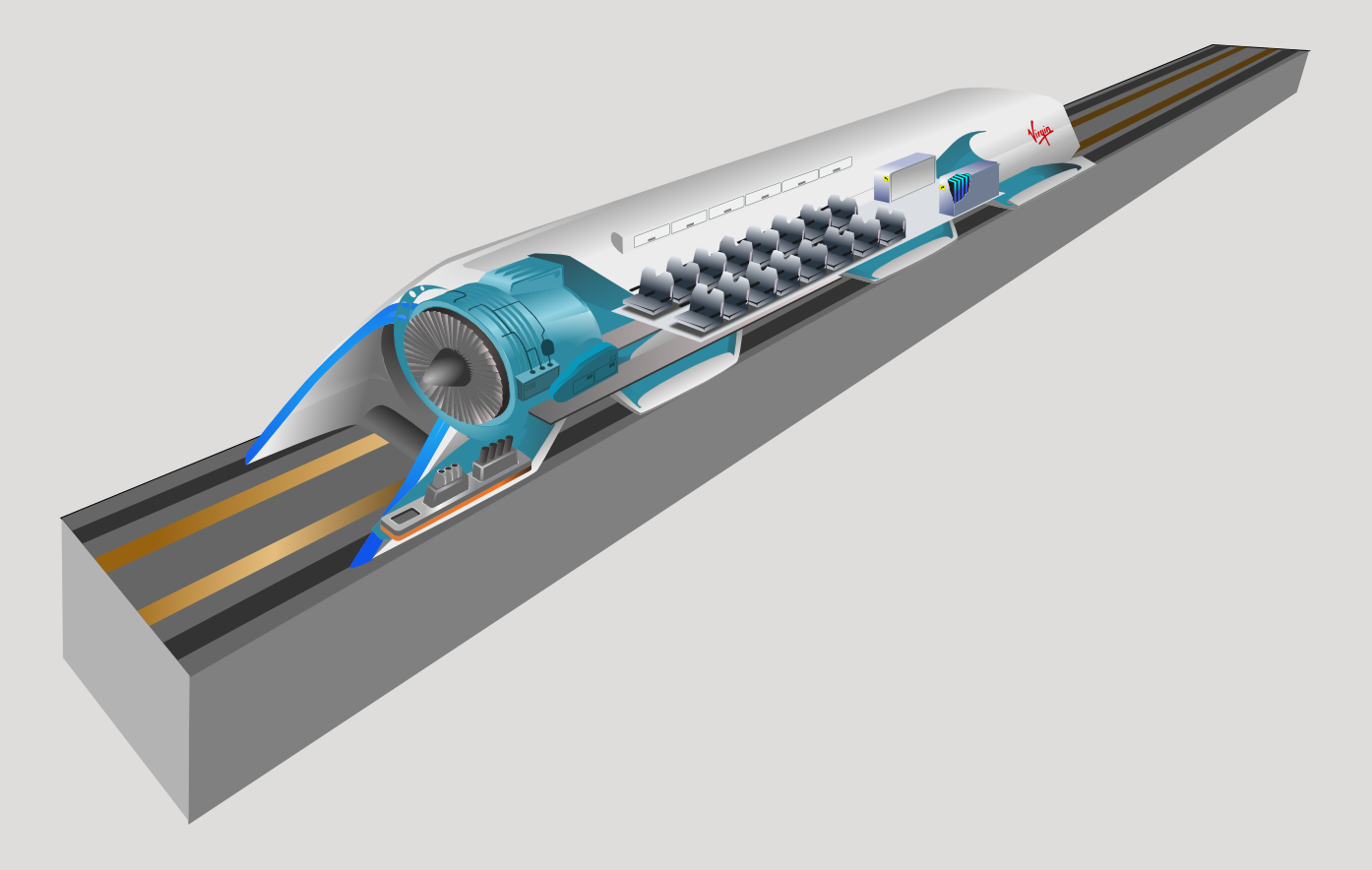
하이퍼루프 내부 콘셉트.

하이퍼루프(영어: hyperloop)는 백트레인(진공튜브 열차) 유형의 고속 철도를 말한다. 시속 1,280 km(마하 1.06)의 속도를 낸다. 441 km인 경부선의 경우, 16분 만에 주파한다.

## 개념
현재의 전동추진식 하이퍼루프(진공튜브열차)는 2008년 10월7일 한국에서 지택현 발명특허번호 "10-1046783"로 발명되어 시작된 개념입니다 공식적인 자료에 따르면  로버트고다드가 1945년 공기압추진식으로 미국특허청에 출원하여 시작하였고 그후2008년까지도 공기압추진식으로 구상하였기에  실현성이 떨어져 공상속에만  머물던 하이퍼루프(진공튜브열차)는 한국에서 개인이 전동식으로 구상하여 진공을 드나들수 있는 특수한 출입문을 설계하고 내부의 산소와 기압을 조절하는  장치를 구비한 완성형 하이퍼루프로 출원함으로써비로써  공상영역에서 63년간 머물던  개념이 현실로 나오게 된것입니다 그이후에 한국철도연이 본격적으로 공기압  추진식에서 전동식으로 바꾸어 연구를 시작하기 시작하던중 2013년 일론 머스크에 의해 전세계대중에게 널리 알려지기  시작한 개념이며 현재 까지 하이퍼루프에 관한 세부기술은 한국이  원조답게 가장 앞서 있습니다 그리고 아래의내용은 일반적으로 알려진 철도연의 발표에 의해 알려진 일반적인 내용중 하나의 개념으로 다음과 같습니다
출발지에서 목적지를 진공관으로 연결하고 교통수단인 캡슐을 이동시켜 엄청난 속도를 낸다. 캡슐 하나에 28명이 탑승 가능하고 최고 시속은 1280 km/h에 이를 수 있다고 한다. 자가 발전 시스템을 장착, 운행에 쓰이는 에너지를 100% 태양광 발전으로 생산하는 친환경 교통수단이기도 하다. 머스크는 하이퍼루프 시스템을 설치하는 데에 60억 달러(약 6조5000억 원)가 소요될 것으로 전망하고 있다. 수백억 달러가 투입되는 미국의 철도 건설 프로젝트하고 비교하면 오히려 저렴하다고 주장한다.
초기에는 진공관으로 알려졌으나, 튜브 내부가 완전한 진공 상태는 아니고 어느 정도 낮은 기압 상태인 것으로 판단된다.(진공이란 대기압보다 낮은 기압상태를  말함 .대기압에서 완전진공사이를 진공도에 따라 저진공,중진공,고진공으로 나누어 사용함 )

## 구조
하이퍼루프는 크게 튜브와 캡슐로 나눌 수 있다. 튜브 내부는 기압을 낮게 유지하고 있으며, 밀폐된 터널하고 유사하다. 캡슐은 이 내부를 달리며, 스페이스X의 기술문서에 따르면 스페이스X는 Passenger Capsule, Hyperloop Passenger Plus Vehicle Capsule 두 가지 버전을 생각하고 있는 듯 하다. 캡슐의 전방에는 공기 흡입부와 컴프레서가 있다. 뒤로는 탑승객이 타는 공간이며, 방화벽 및 방음벽이 이 사이에 설치된다. 맨 끝에는 배터리가, 캡슐 아래에는 서스펜션이 있다. 낮은 항력을 위한 에어 베어링 서스펜션이다.

## 개발추진국
미국만이 하이퍼루프를 개발 중에 있고, 일본은 자기부상방식 리니어 열차의 상용화를 추진하고 있다. '하이퍼루프(hyperloop)' 기술은 영국의 버진그룹, 미국의 테슬라와 함께 한국의 철도기술연구원이 원천기술을 확보했다.

### 미국
2013년 8월에 일론 머스크 테슬라 CEO가 진공 튜브 안에서 캡슐 형태의 고속열차가 사람이나 물건을 실어 나르는 시스템인 하이퍼루프를 제시한 이후 여러 회사들이 하이퍼루프 개발에 뛰어들었다. 
스페이스X는 테슬라모터스 블로그를 통해 하이퍼루프 기술문서를 공개하고 있다. Hyperloop-Alpha.pdf
하이퍼루프 원은 초음속 고속 열차인 하이퍼루프 실용화를 진전시키고 있는 회사 중 하나다. 
실물 크기의 시험 트랙을 이미 만들었으며, 경로를 개발하기 위한 여러 가지 계약도 마친 상태다. 
또한 네바다 사막에서 추진 시스템 점검차 하이퍼루프 첫 공개 테스트를 진행한 바 있다. 
하지만 미래의 혁신적인 교통수단으로 인기와 관심을 끌며, 하이퍼루프 개발에 속도를 붙이고 있던 하이퍼루프 원은 2016년 7월 20일 현재 잇따른 내부 갈등과 소송으로 기술 개발에 차질이 불가피할 것으로 보인다.
소송진행 : 하이퍼루프 원의 공동창업자이자 CTO였던 브로건 뱀브로건과 엔지니어, 투자자 등 총 4명이 회사를 상대로 계약 위반, 폭행, 명예훼손, 불투명한 자금 관리 등의 혐의로 소송을 제기했다. 
브로건 뱀브로건은 "하이퍼루프 원이 독재적인 기업 문화를 만들고, 연고주의를 형성했으며, 회사의 소중한 자금을 낭비했다"고 주장했으며, 여기에 부적절한 사내 이성 관계와 살인 협박까지 있던 것으로 알려졌다. 
소송을 제기한 브로건 뱀브로건은 7월 초 사퇴를 발표했다. 이에 대응해 하이퍼루프 원 측은 소송을 제기한 이들이 회사를 차지하기 위해 일종의 '쿠데타'를 시도하다 실패하자 고소를 하고, 회사 기밀을 빼내 퇴사했다며 2억5000만 달러 맞소송을 냈다. 뱀브로건 측 변호사는 이번 맞고소에 대해 '완전한 허구'라며 회사 측 주장을 반박했다.
1단계 주행 시험 성공 후 2단계 주행 시험은 네바다 사막에 설치한 시험 트랙에서 실시하였는데, 1단계하고는 달리 사람이 들어갈 수 있는 크기의 테스트 열차를 제작하여 310 km/h 주파에 성공하였다. 2017년 12월 3차 테스팅에서는 387 km/h 속도 달성에 성공하였다.
하이퍼루프 원은 유튜브를 통해 꾸준히 프로젝트와 관련된 동영상을 게시하고 있다.

### 대한민국
한국철도기술연구원이 자기부상 기술과 진공압축 기술을 융합하여 2016년 6월 22일 독자적으로 한국형 하이퍼루프, 초고속 캡슐트레인을 개발, 시속 700 km 시험에 성공하여 미국 등 다른 나라보다 기술적인 면에서 앞서있다. 
초고속 캡슐 트레인의 원리는 튜브 속의 기압을 0.1기압 이하로 낮춰 공기 저항을 최소화하여 진공에 가까운 아진공 튜브 속을 최고 시속 1,200 km까지 달리게 하는 기술이다. 
대한민국은 세계 최초로 고온초전도체, 자기부상열차 기술개발도 이미 성공하였으며, 개발중인 한국형 하이퍼루프의 시속 1,200 km 음속 주행 목표가 달성되면 시속 300 km KTX보다는 4배, 시속 800 km 비행기보다도 더 빠르며, 서울에서 부산까지 불과 16분이 걸린다는 계산이 나온다. 
이 경우 우리나라는 물론 전세계 교통체계에 큰 변화를 가져올 사업으로 부상되어, 관계부처(국토부)에서도 적극적 추진을 지원하고 있으며, 이럴 경우 향후 10년 이내 최고 시속 1,200 km 열차의 상용화 달성으로 세계의 글로벌 교통 혁명을 대한민국이 주도해 나가게 된다.
한국형 하이퍼루프 개발…'서울-부산 16분' 교통혁명! 영상보도자료

### 일본
하이퍼루프는 아니지만 자기부상방식 열차를 1962년부터 개발에 나서 50년간 꾸준한 연구 끝에, 2016년 7월 현재 시속 603 km(서울에서 부산까지 40분 만에 주파) 상용화 수준까지 도달한 리니어 열차를 개발 상용화 한다. 
공기 저항을 줄이기 위해 납작하고 길쭉한 앞모습을 한 열차를 초전도체 위에 띄워 선로와 열차 간 저항도 없앤 결과, 비행기 수준인 시속 600 km로 달리고 있다. 
2016년 참의원 선거에서 압승 아베 총리는 경기 부양책으로 도쿄, 오사카 간 이 리니어 신칸센 조기 추진을 서둘러 개통도 8년을 앞당기기로 했다. 건설비는 총 9조엔으로 한화로는 92조 원이 넘기 때문에 경기 부양효과가 상당할 것으로 보인다.
日 "시속 603km 열차, 리니어 신칸센에 '경제 부흥' 맡긴다" mbc 보도영상

## 같이 보기
- 기업
  - 스위스메트로(Swissmetro)
  - 스카이트랜(SkyTran)
- 고속철도
- 기송관(Pneumatic tube)
- 백트레인(en:Vactrain, vacuum tube train, 진공튜브 열차)
- 중력 기차(Gravity train)
- 자기부상열차
- 지면 효과 기차(Ground effect train)
- 칸트로비츠 한계(Kantrowitz limit)
- 하이퍼루프 트랜스포테이션 테크놀러지(en:Hyperloop Transportation Technologies, HTT)
- KTX